# Домбрувка (Білгорайський повіт)
Домбрувка (пол. Dąbrówka) — село в Польщі, у гміні Потік-Горішній Білґорайського повіту Люблінського воєводства. Населення — 458 осіб (2011).

## Історія
За даними етнографічної експедиції 1869—1870 років під керівництвом Павла Чубинського, у селі переважно проживали римо-католики, меншою мірою — греко-католики, які розмовляли українською мовою.
У 1975—1998 роках село належало до Замойського воєводства.

## Демографія
Демографічна структура станом на 31 березня 2011 року:
|          | Загалом | Допрацездатний вік | Працездатний вік | Постпрацездатний вік |
| -------- | ------- | ------------------ | ---------------- | -------------------- |
| Чоловіки | 223     | 32                 | 163              | 28                   |
| Жінки    | 235     | 53                 | 124              | 58                   |
| Разом    | 458     | 85                 | 287              | 86                   |